# Valdefresno (ganadería)
Valdefresno es una ganadería española de reses bravas, fundada en 1992 por Nicolás Fraile Martín tras la partición de la ganadería del Puerto de San Lorenzo. La camada principal de las reses pasta actualmente en la finca homónima “Valdefresno”, situada en el término municipal de Tabera de Abajo, en la provincia de Salamanca; está inscrita en la Unión de Criadores de Toros de Lidia.

## Historia de la ganadería
En el año 1958, Juan Luis y Nicolás Fraile Martín compraron, junto a María Cascón, la ganadería de Dña. Mercedes Flores Sánchez, a la que le añadieron años más tarde dos lotes de vacas y sementales procedentes de Arturo Sánchez y Sánchez y de José Infante de Cámara. En 1976 se le añade ganado procedente de Lisardo Sánchez, formando la línea homónima dentro del encaste Atanasio Fernández.
Después de diversas particiones de la ganadería del Puerto de San Lorenzo, la definitiva llega en el año 1992, cuando Nicolás Fraile Martín se separa de su hermano Lorenzo y funda Valdefresno con la parte del ganado que le correspondió del Puerto, manteniendo de esta manera el encaste Atanasio Fernández en la línea de Lisardo Sánchez con la diferencia de selección del tipo de toro entre ambos ganaderos, teniendo Valdefresno un tipo de toro con más bravura.
En la actualidad, la propiedad de la ganadería es ostentada por sus hijos Nicolás y José Enrique Fraile Mazas, tras el fallecimiento del ganadero en el año 2014.

### Toros célebres
- Cara alegre: indultado por Iván García en Beziers el 15 de agosto de 2006, al que le cortó simbólicamente las dos orejas y el rabo.[7][8][9]
- Pitito: indultado por Miguel Ángel Perera en la feria de San Antolín de Palencia el 30 de agosto de 2006.[9][10] Fue el primer toro indultado en la historia de la plaza.[11]
- Rayito: toro negro de capa, de 535 kg de peso, indultado por Miguel Tendero en la Monumental de Barcelona el 1 de agosto de 2010.[12][13][14][15]

## Características
La ganadería está formada por toros de procedencia Atanasio Fernández y Lisardo Sánchez. Atienden en sus características zootécnicas las que recoge como propias el Ministerio del Interior:
- Toros altos de agujas, con gran desarrollo del tercio anterior, dándose los tipos aleonados, ensillados, plantados de atrás y de delante, zanquilargos, perfiles subcóncavos, rectos y con menor frecuencia subconvexos, badanudos y de gran padada. La cola es larga y gruesa, con borlón abundante. Con cabos proporcionados, excepto los de la línea Lisardo Sánchez, que son más gruesos de extremidades, en la cual se dan animales carifoscos, astracanados, con mucha papada y badana, de perfil convexo.
- Buena encornadura con característicos veletos y astiblancos, con mayor desarrollo de cuernos, con abundancia de animales acapachados y menor alzada.
- Sus pintas son negras, con accidentales muy típicos como el burraco y el carbonero. Con menor frecuencia se dan capas castañas, coloradas y cárdenas. Sus accidentales suelen ser salpicado, gargantillo, jirón y coliblanco.

## Sanfermines

### 2013
Los toros de Valdefresno debutaron en los Sanfermines el 9 de julio de 2013; protagonizaron un encierro accidentado y rápido, con una duración de 2 minutos y 23 segundos dejando dos heridos leves por contusiones. La corrida fue estoqueada por Alberto Aguilar, David Mora y Rubén Pinar.

## José Enrique Fraile de Valdefresno

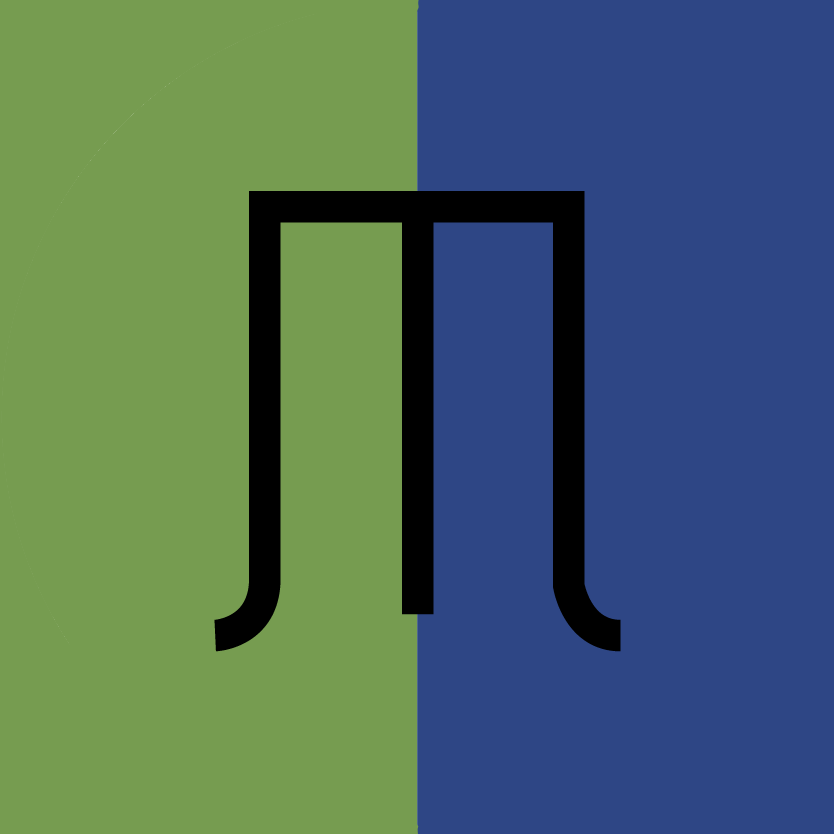
Hierro y divisa de la ganadería de José Enrique Fraile de Valdefresno, hasta 2021 propiedad de Valdefresno.

En el año 1996, Nicolás Fraile crea un segundo hierro en la ganadería de Valdefresno con vacas y sementales de esta última. Mantiene el antiguo hierro de su padre Juan Luis Fraile Valle, anunciándolo más tarde a nombre de sus hijos Nicolás y José Enrique, con el título de Hnos. Fraile Mazas; este hierro también está inscrito en la Unión de Criadores de Toros de Lidia. En el año 2021, Nicolás y José Enrique separan los hierros y comienzan a llevarse ambos por separado, permaneciendo Nicolás con el de Valdefresno y José Enrique con el de Hnos. Fraile Mazas, renombrándolo como José Enrique Fraile de Valdefresno; lidia desde entonces con este nombre y nuevo hierro y divisa.

## Premios y reconocimientos
- 1998: Premio “Toro de Oro” al mejor toro de la Feria taurina de Salamanca por el toro Manzano, lidiado por Andrés Sánchez el 16 de septiembre de ese año.[24][25]
- 2008: Premio del Colegio Oficial de Veterinarios de Valladolid por la bravura y nobleza del toro Fardero, lidiado por Domingo López Chaves durante la Feria taurina de la Virgen de San Lorenzo 2007.[26][27]
- 2015:
  - Trofeo “Sangre Brava” al toro de la Juventud Cauriense de Coria por Buscador, otorgado por la peña taurina homónima.[28]
  - XXVIII Trofeo “Bobo de Coria” por el toro Buscador de la Juventud Cauriense como el mejor toro de los Sanjuanes 2015, otorgado por el Círculo Taurino Cauriense.[29]
- 2018: Premio a la mejor ganadería de los encierros de Medina del Campo y del Concurso Nacional de Corte de Novillos, otorgado por el ayuntamiento del municipio vallisoletano.[30]